# Zoran Tadić
Zoran Tadić (n. 2 septembrie 1941, Livno, Federația Bosniei și Herțegovinei, Bosnia și Herțegovina – d. 7 septembrie 2007, Zagreb, Croația) a fost un regizor de film, scenarist, critic și pedagog croat.

## Biografie și carieră
Zoran Tadić este considerat unul dintre cei mai importanți regizori de film croați. El a regizat peste douăzeci de filme de cinema din 1969 până în 1997. A studiat literatura comparată și filozofia la Zagreb. Și-a început cariera ca un critic și publicist în 1961, iar apoi ca asistent, asistent de regizor și co-scenarist.
Tadić este cel mai cunoscut mai ales pentru Ritam zločina (Ritmul crimei, 1981), un film thriller science-fiction bazat pe povestirea „Dobri duh Zagreba” scrisă de Pavao Pavličić. Rolurile principale au fost interpretat de Ivica Vidović⁠(d), Fabijan Šovagović⁠(d) și Božidarka Frajt⁠(d). A primit premiul pentru cel mai bun scenariu și cel mai bun actor în 1983 la Fantasporto⁠(d). În 1999, un sondaj al criticilor de film din Croația a considerat că Ritam zločina este unul dintre cele mai bune filme croate realizate vreodată.
În 1983, Zoran Tadić a regizat Treći ključ (A treia cheie), cu Božidar Alić⁠(d) și Vedrana Međimorec în rolurile principale. Un film de groază kafkian, a atins indirect subiectul corupției, arătând înstrăinarea și lipsa de suflet a aglomerărilor moderne. Acesta seamănă oarecum cu filmul Someone's Watching Me! al lui John Carpenter.
În 1990, Zoran Tadić a regizat Orao (Vulturul), cu Ivica Vidović⁠(d), Božidar Orešković⁠(d) și Vlatko Dulić⁠(d) în rolurile principale. Scenariul s-a bazat pe Umjetni orao, un roman de Pavao Pavličić. La scurt timp după ce Tadić a finalizat filmul, studiourile Marjan Film au dat faliment, datorită declanșării Războaielor Iugoslave. Astfel, filmul nu a fost niciodată distribuit în cinematografe. În timp ce baza de date a Asociației Croate de Film (croată Hrvatski filmski savez, HFS) l-a considerat ca cel mai slab film al lui Tadić, criticul de film croat Nenad Polimac⁠(d) l-a enumerat în selecția sa din 2007 a filmelor „clasice pierdute” ale cinematografiei croate.
În 2005, Zoran Tadić a primit Premiul Vladimir Nazor pentru realizările sale de-o viață în cinematografie.

## Filmografie (selecție)
- Ritmul unei crime (Ritam zločina, 1981)
- A treia cheie (Treći ključ, 1983)
- Visând trandafirul (San o ruži, 1986)
- Vultur (Orao⁠(d), 1990)